# Les Siècles
Les Siècles (deutsch: Die Jahrhunderte) ist ein französisches Symphonieorchester, das 2003 von François-Xavier Roth mit dem Ziel gegründet wurde, Werke des 17. bis 21. Jahrhunderts in die heutige Zeit zu übertragen. Die Musiker des Orchesters spielen jedes Repertoire auf den historischen Instrumenten, die der Zeit der Entstehung entsprechen.

## Geschichte
Les Siècles treten regelmäßig in Paris (Opéra Comique, Salle Pleyel, Théâtre du Châtelet, Philharmonie de Paris), in La Côte-Saint-André und im Département Aisne in der (Cité de la musique de Soissons, Laon), in Aix-en-Provence, Metz, Caen, Nîmes, Royaumont auf. International sind sie auf den Bühnen in Amsterdam (Concertgebouw), London (BBC Proms), Bremen, Berlin, Brüssel (Klara Festival), Wiesbaden, Luxemburg, Köln, Tokio und Essen beheimatet.
Im Jahr 2013 erhielt das Orchester vom Verlag Boosey & Hawkes die exklusive Erlaubnis, Strawinskys Le Sacre du printemps so wiederzugeben, wie es am 29. Mai 1913 im Théâtre des Champs-Élysées zu hören war. Sie haben diese Version mehrmals in Konzerten in Frankreich und im Ausland aufgeführt. Diese Konzertreihe wurde auch mit der Version von Petruschka aus dem Jahr 1911 für eine von Éditions Musicales Actes Sud veröffentlichte Schallplatte aufgenommen.
Ihre Strawinsky- und Debussy-Aufnahmen wurden von der Sunday Times zur Classical Record of the Year und vom BBC Music Magazine & Gramophone zur Editor's choice gewählt. Ihre Strawinsky-Aufnahme gewann den renommierten Edison Klassiek Award 2012 in den Niederlanden sowie den Preis der deutschen Schallplattenkritik in Deutschland. Ihre Aufnahme Bizet-Chabrier wurde von der gleichnamigen Zeitschrift mit dem Diapason d’Or ausgezeichnet und erhielt fünf Sterne in der deutschen Zeitschrift Fono Forum. Auf ihrem Label "Les Siècles Live" sind bereits neun Werke in Co-Publikation mit Musicales Actes Sud veröffentlicht worden: Berlioz, Saint-Saëns, Matalon, Der Feuervogel, Le sacre du printemps und Petruschka von Igor Strawinsky, Liszt, Debussy und Dukas. Ihre Aufnahme von Ravels Ballett Daphnis et Chloé wurde im März 2017 von Harmonia Mundi veröffentlicht.
In dem Bestreben, möglichst vielen Menschen die Leidenschaft für klassische Musik zu vermitteln, bieten die Musiker des Ensembles regelmäßig Bildungsaktivitäten in Schulen, Krankenhäusern und Gefängnissen an. Das Orchester ist auch Partner des Atelier symphonique départemental de l'Aisne du Jeune Orchestre européen Hector Berlioz und DEMOS (Dispositif d'Éducation musicale et orchestrale à vocation sociale) in der Picardie.

## Diskografie
- Bizet / Chabrier (2007): Diapason d’Or und "Disc of the Week" (BBC und Classic FM), 5 Sterne (Zeitschrift Fono Forum): Bizets Symphonie in C und Jeux d'enfants, Op. 22, Chabriers Suite pastorale.
- Chopin – Klavierkonzerte Nr. 1 und 2.
- Presto, Dir. François-Xavier Roth, Mirare (2007)
- Bizet – Chabrier, Dir. François-Xavier Roth, Mirare (2007) - Diapason Découverte
- Berlioz – Symphonie fantastique, Dir. François-Xavier Roth, Ed. Musicales Actes Sud, (2010)
- Saint-Saëns – Six Bagatelles pour piano op. 3 und Symphonie n°3 mit Orgel, dir. François-Xavier Roth - Jean-François Heisser, Klavier – Daniel Roth, Orgel, Ed. Musicales Actes Sud, (2010)
- Matalon – Trames 2, 4 und 8, Dir. François-Xavier Roth, Ed. Musicales Actes Sud, Harmonia Mundi (2011)
- Strawinsky – Der Feuervogel (komplettes Ballett 1910). Erste Aufnahme auf historischen Instrumenten - Ed. Musicales Actes Sud, (2011) - Preis der deutschen Schallplattenkritik, Edison Klassiek Prize 2012, Gramophone Choice
- Dubois – Concerto pour piano und Ouverture de Frithiof, Ed. Musicales Actes Sud, (2012)
- Liszt – Dante-Sinfonie & Orpheus, Ed. Musicales Actes Sud, (2012)
- Debussy – La Mer & Première Suite d'Orchestre (Weltpremiere), Ed. Musicales Actes Sud, (2013)
- Dukas – L’Apprenti Sorcier / Cantate Velleda / Polyeucte, Ed. Musicales Actes Sud, (2013)
- Strawinsky – Le Sacre du printemps (Wiederherstellung der am 29. Mai 1913 gespielten Fassung / wie bei der Uraufführung 1913 zu hören) /  Petruschka (Fassung von 1911), Ed. Musicales Actes Sud, (2014)
- Frankreich – Espagne (Chabriers España / Massenets Le Cid – Ballett / Ravels Alborada del Gracioso / Debussy, Iberia), Ed. Musicales Actes Sud, (2015)
- Ravel – Daphnis et Chloé, vollständiges Ballett, Hrsg. Harmonia mundi (2017)
- Fauré – Requiem Fassung 1893, ed. Aparté (2019)
- Mahler – Titan, Hrsg. Harmonia Mundi (2019)
- Berlioz – Symphonie Fantastique, ed. Harmonia Mundi (2019)
- Mahler – Titan · Eine Tondichtung in Symphonieform, Dir. François-Xavier Roth, Harmonia Mundi (2019)
- Berlioz – Symphonie fantastique & Les Francs-Juges - Ouvertüre, Dirigent François-Xavier Roth, Harmonia Mundi [Archiv] (2019)
- Ravel – La Valse - Mussorgsky: Bilder einer Ausstellung (Orch. Ravel), Dirigent François-Xavier Roth, Harmonia Mundi (2020)
- Saint-Saëns – Le Timbre d’argent, Dirigent François-Xavier Roth - Palazzetto Bru Zane [Archiv] (2020) - Weltersteinspielung
- Beethoven – Symphonie Nr. 5, Gossec – Symphony in F major « Symphonie à 17 parties », dirigiert von François-Xavier Roth - Harmonia Mundi (2020)

## Videoaufzeichnung
- Presto, Regie: François-Xavier Roth, Les Siècles, Mirare (2007)
- Berlioz - La Damnation de Faust, Mathias Vidal, Anna Caterina Antonacci, Nicolas Courjal, Choeur Marguerite Louise, Dir. François-Xavier Roth, DVD Chateau de Versailles Spectacles (2019)